# Nikita Kakkoyev
Nikita Igorevich Kakkoyev (tiếng Nga: Никита Игоревич Каккоев; sinh ngày 22 tháng 8 năm 1999) là một cầu thủ bóng đá người Nga. Anh thi đấu cho F.K. Zenit Sankt Peterburg và F.K. Zenit-2 Sankt Peterburg.

## Sự nghiệp câu lạc bộ
Anh có màn ra mắt tại Giải bóng đá Quốc gia Nga cho F.K. Zenit-2 Sankt Peterburg vào ngày 8 tháng 3 năm 2017 trong trận đấu với F.K. Neftekhimik Nizhnekamsk.
Anh ra mắt tại Giải bóng đá ngoại hạng Nga cho F.K. Zenit Sankt Peterburg vào ngày 1 tháng 4 năm 2018 trong trận đấu với F.K. Ufa khi vào sân ở phút 81 thay cho Yuri Zhirkov.

## Thống kê sự nghiệp
Tính đến 13 tháng 5 năm 2018
| Câu lạc bộ           | Mùa giải            | Giải vô địch                | Giải vô địch | Giải vô địch | Cúp     | Cúp       | Châu lục | Châu lục  | Tổng cộng | Tổng cộng |
| Câu lạc bộ           | Mùa giải            | Hạng đấu                    | Số trận      | Bàn thắng    | Số trận | Bàn thắng | Số trận  | Bàn thắng | Số trận   | Bàn thắng |
| -------------------- | ------------------- | --------------------------- | ------------ | ------------ | ------- | --------- | -------- | --------- | --------- | --------- |
| Zenit St. Petersburg | 2016–17             | Giải bóng đá ngoại hạng Nga | 0            | 0            | 0       | 0         | 0        | 0         | 0         | 0         |
| Zenit St. Petersburg | 2017–18             | Giải bóng đá ngoại hạng Nga | 1            | 0            | 0       | 0         | 0        | 0         | 1         | 0         |
| Zenit St. Petersburg | Tổng cộng           | Tổng cộng                   | 1            | 0            | 0       | 0         | 0        | 0         | 1         | 0         |
| Zenit St. Petersburg | 2016–17             | FNL                         | 2            | 0            | –       | –         | –        | –         | 2         | 0         |
| Zenit St. Petersburg | 2017–18             | FNL                         | 17           | 1            | –       | –         | –        | –         | 17        | 1         |
| Zenit St. Petersburg | Tổng cộng           | Tổng cộng                   | 19           | 1            | 0       | 0         | 0        | 0         | 19        | 1         |
| Tổng cộng sự nghiệp  | Tổng cộng sự nghiệp | Tổng cộng sự nghiệp         | 20           | 1            | 0       | 0         | 0        | 0         | 20        | 1         |